# Spectral Band Replication
Spectral Band Replication（SBR、スペクトル帯域複製）はオーディオ圧縮や音声符号化のための技術で、従来の符号化方式を強化し圧縮率を高めるためのものである。
ほとんどの情報が含まれる低い周波数の情報を従来の方式で符号化し、高い周波数の情報は大まかなスペクトル情報のみを符号化して、復号時に低い周波数の情報から予測復元する。
高い周波数の情報を大幅に削減できるため、低いデータレート時に音質の劣化を最小限に抑えることができる。
SBR はMPEG-4 HE-AAC（High-Efficiency Advanced Audio Coding、aacPlus）や mp3PRO などのコーデックで使われている。

## 概要
音楽や音声など多くのオーディオ信号の低い周波数の情報と高い周波数の情報とは大きな相関がある。例えば低い周波数の領域に含まれる信号のハーモニックは高い周波数の領域にも含まれ、また低い周波数領域に雑音成分が多いときは高い周波数にも同様の比率で含まれることが多い。
そのため、高い周波数の情報は低い周波数の情報から効率的に復元することができる。
SBR では高い周波数の情報を直接符号化するのではなく、スペクトル情報など情報を復元するためのわずかな制御情報のみを符号化することで、大幅な情報の圧縮を行う。
復元する際に必要な低い周波数の情報は、AAC-LC や MP3 など通常のオーディオ符号化や音声符号化の技術を用いて符号化する。
低い周波数の情報は、ある種の転置アルゴリズムを用いて高域側に複製される。複製しただけでは元の信号のスペクトルエンベロープの情報が反映されていないため、付加した制御情報を用いてスペクトルエンベロープを調整し、正しい高域側の情報を復元する。
SBR の技術はスウェーデンのコーディングテクノロジー社（Coding Technologies Inc.）が開発した。その後2007年にコーディングテクノロジー社はドルビーラボラトリーズ（Dolby Laboratories, Inc.）に買収され、SBR の特許はドルビー社が所有している。
SBR は何らかの符号化方式への追加機能として働き、従来の符号化データに付加情報を追加する形となるため、SBR の機能を持たない機器でも高域成分を除いたベースバンド部分を通常通り再生可能にすることができる。例えば、mp3PRO の圧縮データは SBR の機能を持たない MP3 プレーヤーでも再生することができる。

## 歴史
低い周波数の情報から高い周波数の情報を復元する、という考え方は古くからある。
例えば、スタジオ録音で1970年代から使われているエフェクターの一種であるオーラルエキサイター（Aural Exciter）は、フィルタ回路と非線形処理の組み合わせにより倍音成分を増やして原音に付加し、ボーカルを聴きやすくしたり「輝き」を加えたりするためのもので、高い周波数の情報を復元・強化する効果がある。
また音声符号化の分野でも、1970年代には高域周波数の復元再生（High-Frequency Regeneration、HFR ）の研究が行われている。
SBR の技術はこれらの延長線上にあるもので、従来の方法の問題を改善し高音質のオーディオ信号にも適用できるようにしたものである。本来の高域周波数の情報と物理的に同じものを復元するのではないが、音響心理学的に問題のない一貫性のある高域成分を復元することができる。

## コーデック
SBR の技術は MPEG-AAC-LC と組み合わされ、MPEG-4 HE-AAC（商標名 aacPlus）の規格が作成された。また MPEG-Layer III（MP3）との組み合わせで mp3PRO が作成された。MPEG-Layer IIとも組み合わされている。
SBR は MPEG-4 オーディオ（MPEG-4 Part 3）ISO/IEC 14496-3:2001/Amd 1:2003で標準化され、MPEG-4 オーディオオブジェクトタイプの１つとして定義されている。
SBR の技術を用いた HE-AAC は従来の AAC-LC と比べ圧縮効率が 30％ 向上していると言われている。
また、デジタルラジオの技術として DAB+、デジタル・ラジオ・モンディエール（DRM+）、HD Radio、 XM Satellite Radio で利用されている。